# Dis-moi que tu m'aimes, Junie Moon
Pour plus de détails, voir Fiche technique et Distribution.
Dis-moi que tu m'aimes, Junie Moon (Tell Me That You Love Me, Junie Moon) est un film américain réalisé par Otto Preminger, sorti en 1970.

## Synopsis
Junie Moon est une jeune femme dont le visage a été partiellement ravagé par une terrible attaque à l'acide, perpétrée par son fiancé. À l'hôpital, elle fraternise avec un homme atteint d'épilepsie, Arthur, et avec un paraplégique gay, en fauteuil roulant, Warren. Handicapés, mais pas découragés, les trois s'installent ensemble dans une vieille maison qu'ils louent, résolus à s'entre-aider et à s'en sortir.

## Fiche technique
- Titre original : Tell Me That You Love Me, Junie Moon
- Titre français : Dis-moi que tu m'aimes, Junie Moon
- Réalisation : Otto Preminger
- Scénario : Marjorie Kellogg (en) d'après son roman éponyme
- Image : Boris Kaufman
- Direction artistique : Lyle Wheeler
- Costumes : Phyllis Garr et Ronald Talsky
- Musique : Pete Seeger et Philip Springer
- Montage : Dean Ball et Henry Berman
- Production : Otto Preminger, Nat Rudich
- Société de production : Sigma Productions
- Pays de production :  États-Unis
- Format : Couleurs - 35 mm - 1,85:1 - Mono
- Genre : comédie dramatique
- Durée : 113 minutes
- Dates de sortie : 11 mai 1970 États-Unis - 4 décembre 1970, France

## Distribution
- Liza Minnelli : Junie Moon
- Ken Howard : Arthur
- Robert Moore : Warren
- James Coco : Mario
- Kay Thompson : Miss Gregory
- Fred Williamson : garçon de plage
- Ben Piazza : Jesse
- Emily Yancy (en) : Solana
- Leonard Frey : Guiles
- Clarice Taylor : Minnie
- James Beard : Sidney Wyner
- Paul Barstow : le maître d'école
- Julie Bovasso : Ramona
- Gina Collens : Lila
- Barbara Logan : Mother Moon
- Mauraine Lorimer : Extra
- Nancy Marchand : Nurse Oxford
- Lynn Milgrim : Nurse Holt
- Richard O'Barry : Joebee
- Pacific Gas & Electric : eux-mêmes
- James David Pasternak : un artiste
- Angelique Pettyjohn (en) : Melissa
- Anne Revere : Miss Farber
- Pete Seeger : lui-même
- Elaine Shore : Mrs. Wyner
- Guy Sorel : Dr. Gaines
- Wayne Tippit : Dr Miller
- Connie Mason : caméo